# Emre Bilgin (voetballer, 2004)
Emre Bilgin (Istanbul, 26 februari 2004) is een Turks voetballer die als doelman speelt bij Beşiktaş.   

## Loopbaan
Bilgin is geboren in Istanbul. Hij begon te voetballen in de jeugd bij Adana Demirspor waarna hij de overstap maakte naar de jeugdafdeling van Beşiktaş JK. In augustus 2020 tekende hij zijn eerste profcontract bij Beşiktaş JK.  Op 19 maart 2022 in de thuiswedstrijd tegen Hatayspor maakte Bilgin zijn debuut voor Beşiktaş JK. Hij stond in de basis en hij speelde gehele wedstrijd mee. De wedstrijd werd gelijk gespeeld met stand 1-1.  
Op 6 juli 2023 werd bekend dat Fatih Karagümrük Bilgin huurt van Beşiktaş tot het einde van het seizoen.  Uiteindelijk bleef Bilgin tot het einde van het seizoen dat daarop volgde.

## Statistieken
| Seizoen                                   | Club               | Competitie     | Competitie | Competitie | Beker | Beker | Europees | Europees | Totaal | Totaal |
| Seizoen                                   | Club               | Competitie     | Wed.       | Dlp.       | Wed.  | Dlp.  | Wed.     | Dlp.     | Wed.   | Dlp.   |
| ----------------------------------------- | ------------------ | -------------- | ---------- | ---------- | ----- | ----- | -------- | -------- | ------ | ------ |
| 2020/21                                   | Beşiktaş           | Süper Lig      | 0          | 0          | 0     | 0     | 0        | 0        | 0      | 0      |
| 2021/22                                   | Beşiktaş           | Süper Lig      | 3          | 0          | 0     | 0     | 0        | 0        | 3      | 0      |
| 2022/23                                   | Beşiktaş           | Süper Lig      | 2          | 0          | 0     | 0     | 0        | 0        | 2      | 0      |
| 2023/24                                   | → Fatih Karagümrük | Süper Lig      | 10         | 0          | 3     | 0     | —        | —        | 6      | 0      |
| 2024/25                                   | → Fatih Karagümrük | TFF 1. Lig     | 21         | 0          | 3     | 0     | —        | —        | 24     | 0      |
| Carrièretotaal                            | Carrièretotaal     | Carrièretotaal | 36         | 0          | 6     | 0     | 0        | 0        | 35     | 0      |
| Bijgewerkt tot en met het seizoen 2024/25 |                    |                |            |            |       |       |          |          |        |        |

## Erelijst
| Nationaal           |    |         |
| Süper Lig           | 1x | 2020/21 |
| Turkse voetbalbeker | 1x | 2020/21 |
| Turkse supercup     | 1x | 2021    |